# NGC 6683
NGC 6683 este o galaxie situată în constelația Scutul. A fost descoperită în 28 iulie 1827 de către John Herschel.